# Tour de France: Med i feltet
Tour de France: Med i feltet er en dokumentarserie, der fokuserer på nogle af de cykelhold og ryttere, der deltog i Tour de France 2022. Den fik premiere på Netflix den 8. juni 2023.

## Handling
Dokumentarserien Tour de France: Med i feltet følger 8 af de 22 cykelhold, der deltager i Tour de France 2022. Serien sammensætter optagelser fra feltet, der er fanget fra rytternes cykler, i holdenes busser eller i servicebilerne, der følger løbet tæt. Dokumentarserien fokuserer også på bestemte ryttere i episoder dedikeret til et specifikt hold, som for eksempel Fabio Jakobsen fra cykelholdet Quick-Step Alpha Vinyl, Jonas Vingegaard fra Team Jumbo-Visma eller Thibaut Pinot fra Groupama-FDJ.

## Episoder

### Første sæson (2023)
1. Grand Départ
2. Velkommen til helvede
3. Nationens pres
4. Angreb og modangreb
5. Halsbrækkende fart
6. Plan B
7. Alt for podiet
8. Vejen mod Paris